# Ponte da Barca, Vila Nova de Muía e Paço Vedro de Magalhães
Ponte da Barca, Vila Nova de Muía e Paço Vedro de Magalhães (llamada oficialmente União das Freguesias de Ponte da Barca, Vila Nova de Muía e Paço Vedro de Magalhães) es una freguesia portuguesa del municipio de Ponte da Barca, distrito de Viana do Castelo.

## Historia
Fue creada el 28 de enero de 2013 en aplicación de una resolución de la Asamblea de la República de Portugal promulgada el 16 de enero de 2013 con la unión de las freguesias de Paço Vedro de Magalhães, Ponte da Barca y Vila Nova de Muía, pasando su sede a estar situada en la antigua freguesia de Ponte da Barca.

## Demografía
| Gráfica de evolución demográfica de Ponte da Barca, Vila Nova de Muía e Paço Vedro de Magalhães entre 2011 y 2021 |
| |
| Datos según el nomenclátor publicado por el INE portugués.                                                        |